# Vretens distrikt
Vretens distrikt är ett distrikt i Skövde kommun och Västra Götalands län. 
Distriktet ligger sydost om Skövde. 

## Tidigare administrativ tillhörighet
Distriktet inrättades 2016 och utgörs av socknarna Edåsa och Ljunghem i Skövde kommun.
Området motsvarar den omfattning Vretens församling hade 1999/2000 och fick 1996 när socknarnas församlingar slogs samman.